# Magdalemitra
Magdalemitra là một chi ốc biển, là động vật thân mềm chân bụng sống ở biển trong họ Volutomitridae.

## Các loài
Các loài trong chi Magdalemitra gồm có:
- Magdalemitra gilesorum Kilburn, 1974[2]